# Women's National Basketball Association
De Women’s National Basketball Association (WNBA) is de bekendste Amerikaanse basketbalcompetitie voor vrouwen.
De WNBA werd in 1996 opgericht, en in 1997 begonnen de play-offs.
De teams zijn, net als in de NBA, verdeeld in de Eastern conference en de Western conference. De beste van deze ploegen spelen dan in de play-offs om finalewinst.
De eerste Nederlandse WNBA-speelster was Sandra van Embricqs. Ze speelde voor de Los Angeles Sparks in het seizoen 1997-98.
Een van België's bekendste WNBA-speelsters is ongetwijfeld Ann Wauters.
De Belgische Emma Meesseman en Kim Mestdagh wonnen op 10 oktober 2019 de WNBA-titel met de Washington Mystics. Emma sloot de match af met 22 punten, 3 rebounds, 3 assists, 2 steals en 2 blocks.
De WNBA is zwaar verlieslatend en wordt financieel bijgestaan door de NBA.

## Teams

### Eastern Conference
| Divisie            | Team               | Stad         | Teamkleuren                  | Stadion               | Opgericht |
| ------------------ | ------------------ | ------------ | ---------------------------- | --------------------- | --------- |
| Eastern Conference | Atlanta Dream      | College Park | Lightblauw, Rood, Wit        | Gateway Center Arena  | 2008      |
| Eastern Conference | Chicago Sky        | Chicago      | Lightblauw, Geel, Wit        | Wintrust Arena        | 2006      |
| Eastern Conference | Connecticut Sun    | Uncasville   | Marineblauw, Goud, Wit, Rood | Mohegan Sun Arena     | 1999*     |
| Eastern Conference | Indiana Fever      | Indianapolis | Marineblauw, Rood, Goud, Wit | Gainbridge Fieldhouse | 2000      |
| Eastern Conference | New York Liberty   | Brooklyn     | Oranje, Blauw, Groen, Wit    | Barclays Center       | 1997      |
| Eastern Conference | Washington Mystics | Washington   | Blauw, Grijs, Wit, Rood      | CareFirst Arena       | 1998      |

### Western Conference
| Divisie            | Team                   | Stad          | Teamkleuren               | Stadion              | Opgericht |
| ------------------ | ---------------------- | ------------- | ------------------------- | -------------------- | --------- |
| Western Conference | Dallas Wings           | Arlington     | Donkerblauw, Limoen, Wit  | College Park Center  | 1998*     |
| Western Conference | Golden State Valkyries | San Francisco | Violet, Zwart, Wit        | Chase Center         | 2025      |
| Western Conference | Las Vegas Aces         | Las Vegas     | Rood, Zwart, Goud, Zilver | Michelob Ultra Arena | 1997*     |
| Western Conference | Los Angeles Sparks     | Los Angeles   | Paars, Goud, Wit          | Crypto.com Arena     | 1998      |
| Western Conference | Minnesota Lynx         | Minneapolis   | Blauw, Groen, Wit, Zilver | Target Center        | 1999      |
| Western Conference | Phoenix Mercury        | Phoenix       | Paars, Geel, Oranje, Wit  | Footprint Center     | 1997      |
| Western Conference | Seattle Storm          | Seattle       | Groen, Rood, Wit, Goud    | Climate Pledge Arena | 2000      |

Noten:
- Een asterisk (*) geeft een teamverhuizing aan

### Toekomstige teams
| Team          | Stad                       | Teamkleuren | Stadion              | Opgericht |
| ------------- | -------------------------- | ----------- | -------------------- | --------- |
| Portland Fire | Portland, Oregon           |             | Moda Center          | 2026      |
| Toronto Tempo | Toronto, Ontario, Canada   |             | Coca-Cola Coliseum   | 2026      |
| Cleveland     | Cleveland, Ohio            |             | Rocket Arena         | 2028      |
| Detroit       | Detroit, Michigan          |             | Little Caesars Arena | 2029      |
| Philadelphia  | Philadelphia, Pennsylvania |             | Xfinity Mobile Arena | 2030      |

### Vroegere teams
- Charlotte Sting, 1997–2006 (gestopt)
- Cleveland Rockers, 1997–2003 (gestopt)
- Detroit Shock, 1998–2009 (overgestapt; nieuwe naam Tulsa Shock)
- Houston Comets, 1997–2008 (gestopt)
- Miami Sol, 2000–2002 (gestopt)
- Orlando Miracle, 1999–2002 (overgestapt; nieuwe naam Connecticut Sun)
- Portland Fire, 2000–2002 (gestopt)
- Sacramento Monarchs, 1997–2009 (gestopt)
- Tulsa Shock, 2010–2015 (overgestapt; nieuwe naam Dallas Wings)
- Utah Starzz, 1997–2002 (overgestapt; nieuwe naam San Antonio Silver Stars 2003–2013 en San Antonio Stars 2014–2017) (overgestapt; nieuwe naam Las Vegas Aces)

## Kampioenen
| Jaar | Winnend team        | Eindstand (gewonnen-verloren) | Verliezend team          |
| ---- | ------------------- | ----------------------------- | ------------------------ |
| 1997 | Houston Comets      | 65–51                         | New York Liberty         |
| 1998 | Houston Comets      | 2–1                           | Phoenix Mercury          |
| 1999 | Houston Comets      | 2–1                           | New York Liberty         |
| 2000 | Houston Comets      | 2–0                           | New York Liberty         |
| 2001 | Los Angeles Sparks  | 2–0                           | Charlotte Sting          |
| 2002 | Los Angeles Sparks  | 2–0                           | New York Liberty         |
| 2003 | Detroit Shock       | 2–1                           | Los Angeles Sparks       |
| 2004 | Seattle Storm       | 2–1                           | Connecticut Sun          |
| 2005 | Sacramento Monarchs | 3–1                           | Connecticut Sun          |
| 2006 | Detroit Shock       | 3–2                           | Sacramento Monarchs      |
| 2007 | Phoenix Mercury     | 3–2                           | Detroit Shock            |
| 2008 | Detroit Shock       | 3–0                           | San Antonio Silver Stars |
| 2009 | Phoenix Mercury     | 3–2                           | Indiana Fever            |
| 2010 | Seattle Storm       | 3–0                           | Atlanta Dream            |
| 2011 | Minnesota Lynx      | 3–0                           | Atlanta Dream            |
| 2012 | Indiana Fever       | 3–1                           | Minnesota Lynx           |
| 2013 | Minnesota Lynx      | 3–0                           | Atlanta Dream            |
| 2014 | Phoenix Mercury     | 3–0                           | Chicago Sky              |
| 2015 | Minnesota Lynx      | 3–2                           | Indiana Fever            |
| 2016 | Los Angeles Sparks  | 3–2                           | Minnesota Lynx           |
| 2017 | Minnesota Lynx      | 3–2                           | Los Angeles Sparks       |
| 2018 | Seattle Storm       | 3–0                           | Washington Mystics       |
| 2019 | Washington Mystics  | 3–2                           | Connecticut Sun          |
| 2020 | Seattle Storm       | 3–0                           | Las Vegas Aces           |
| 2021 | Chicago Sky         | 3–1                           | Phoenix Mercury          |
| 2022 | Las Vegas Aces      | 3–1                           | Connecticut Sun          |
| 2023 | Las Vegas Aces      | 3–1                           | New York Liberty         |
| 2024 | New York Liberty    | 3–2                           | Minnesota Lynx           |

In 1997 werd er maar één wedstrijd gespeeld.
Vanaf 1998 - 2004 best of 3.
Vanaf 2005 - heden best of 5.

### Aantal WNBA-titels
| Team                | Kampioenschappen | Jaren                                |
| ------------------- | ---------------- | ------------------------------------ |
| Houston Comets      | 4                | 1997, 1998, 1999, 2000               |
| Minnesota Lynx      | 4                | 2011, 2013, 2015, 2017               |
| Seattle Storm       | 4                | 2004, 2010, 2018, 2020               |
| Dallas Wings        | 3                | 2003, 2006, 2008 (als Detroit Shock) |
| Phoenix Mercury     | 3                | 2007, 2009, 2014                     |
| Los Angeles Sparks  | 3                | 2001, 2002, 2016                     |
| Las Vegas Aces      | 2                | 2022, 2023                           |
| Sacramento Monarchs | 1                | 2005                                 |
| Indiana Fever       | 1                | 2012                                 |
| Washington Mystics  | 1                | 2019                                 |
| Chicago Sky         | 1                | 2021                                 |
| New York Liberty    | 1                | 2024                                 |

## Bekende spelers
| - Hind Ben Abdelkader - Svetlana Abrosimova - Julie Allemand - Seimone Augustus - Sandy Brondello - Tamika Catchings - Tina Charles - Caitlin Clark - Elena Delle Donne - Sandra van Embricqs - Sylvia Fowles - Chelsea Gray | - Brittney Griner - Becky Hammon - Sabrina Ionescu - Lauren Jackson - Lisa Leslie - Alena Levtsjanka - Jewell Loyd - Emma Meesseman - Kim Mestdagh - Marlous Nieuwveen - Candace Parker - Kelsey Plum | - Michelle Snow - Breanna Stewart - Diana Taurasi - Penny Taylor - / Courtney Vandersloot - Julie Vanloo - Ann Wauters - A'ja Wilson - Jackie Young |

## Nederlandse WNBA-spelers
Tot nu toe speelden twee  Nederlanders in de WNBA: Sandra van Embricqs en Marlous Nieuwveen.

## Belgische WNBA-spelers
Tot op heden speelden er zeven Belgen in de WNBA: Ann Wauters, Kim Mestdagh, Julie Allemand, Emma Meesseman, Hind Ben Abdelkader, Julie Vanloo en Kyara Linskens